# Ganvie
Ganvie (fr. Ganvié) – wioska w południowym Beninie, w departamencie Atlantique. Położone jest nad jeziorem Nokoué, przy ujściu rzeki So, około 10 km na północ od Kotonu i 25 km na zachód od stolicy kraju, Porto-Novo. W 1985 roku liczyło 12 tysięcy mieszkańców. 
Miejscowość w całości zbudowana jest na palach wbitych w dno jeziora Nokoué oraz sąsiadujących z nim lagun i jest największą tego typu miejscowością w Afryce. Osada powstała w niezbyt dostępnym terenie, jako miejsce chronienia się zbiegłych niewolników z rejonu tzw. „Brzegu niewolników”. Pierwsi stali mieszkańcy osiedlili się tu w 1717 roku. Jedynym środkiem transportu są łodzie, dzięki czemu nazywana bywa „Afrykańską Wenecją”. Miejsce licznie odwiedzane przez turystów. Część mieszkańców utrzymuje się z obsługi ruchu turystycznego i związanego z tym rzemiosła, a część pracuje w rybołówstwie oraz dojeżdża do pracy w Kotonu. 

## Galeria

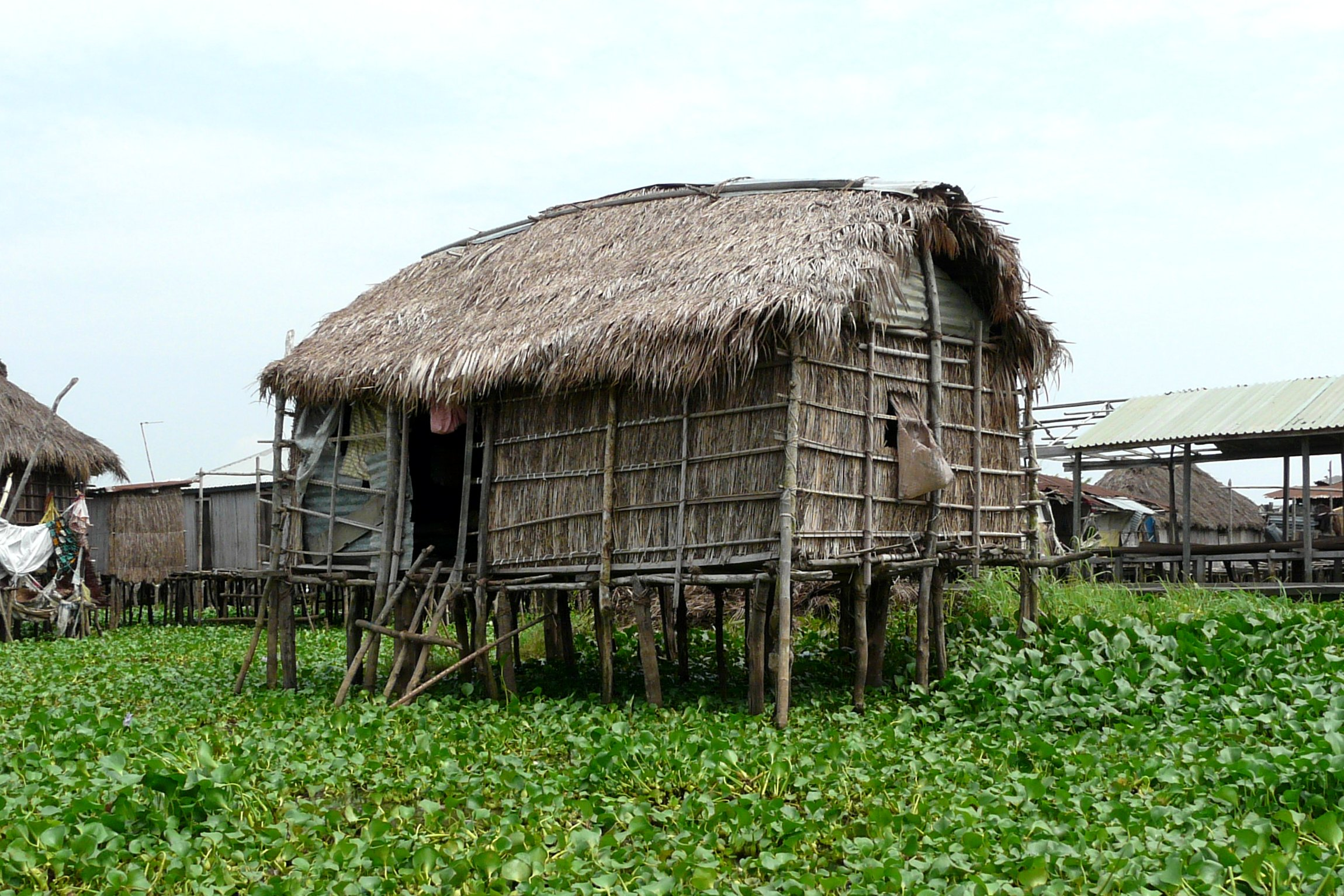
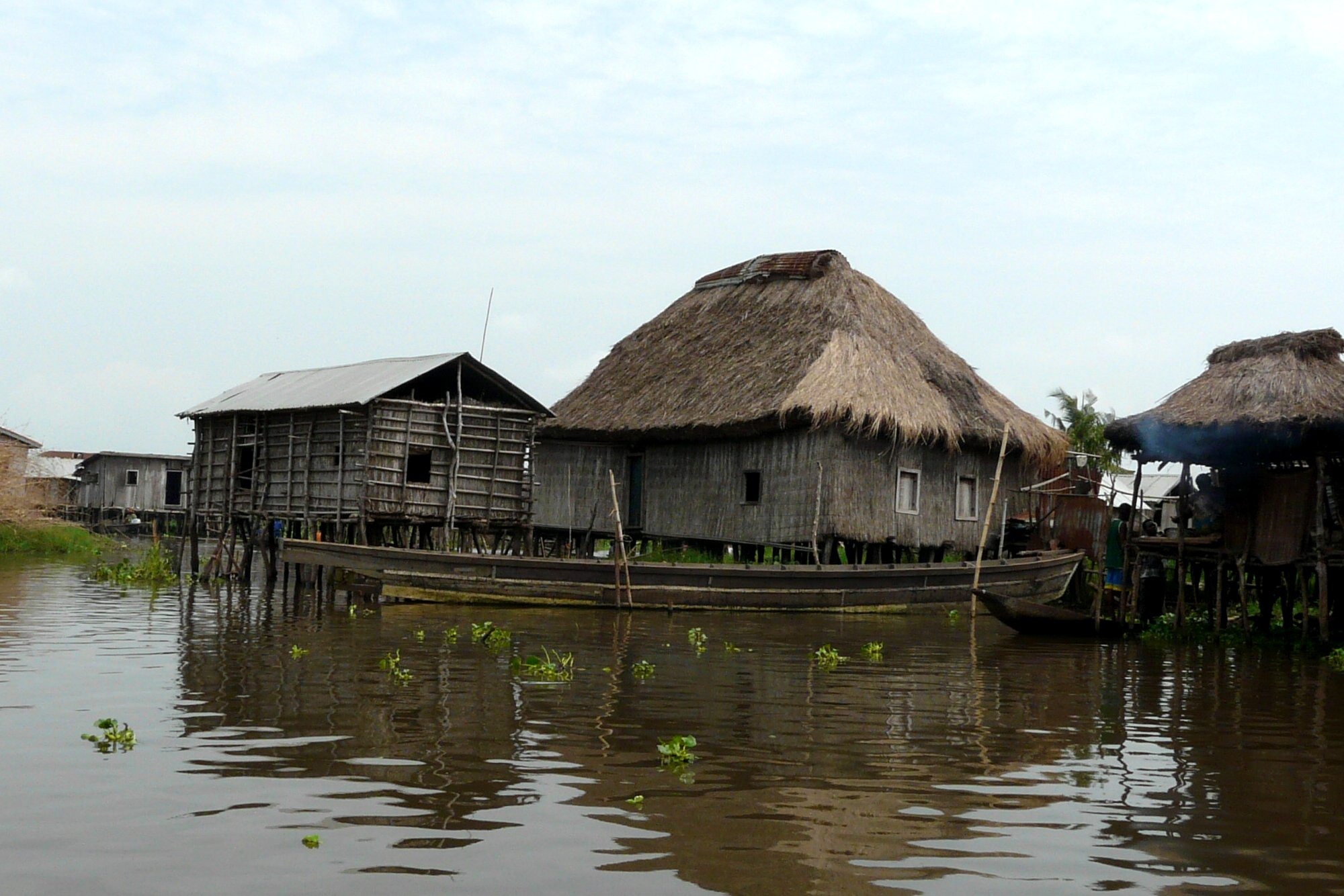
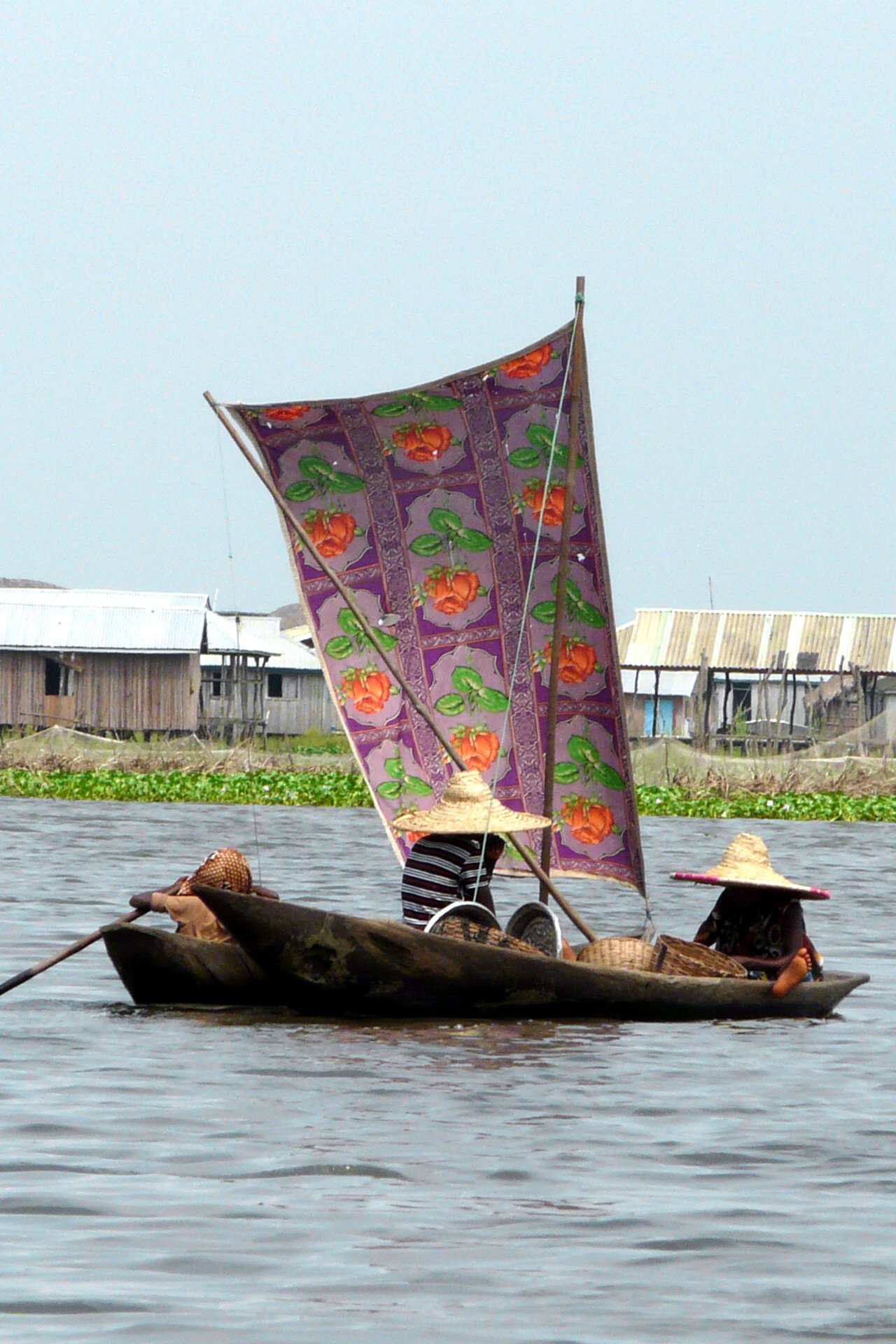
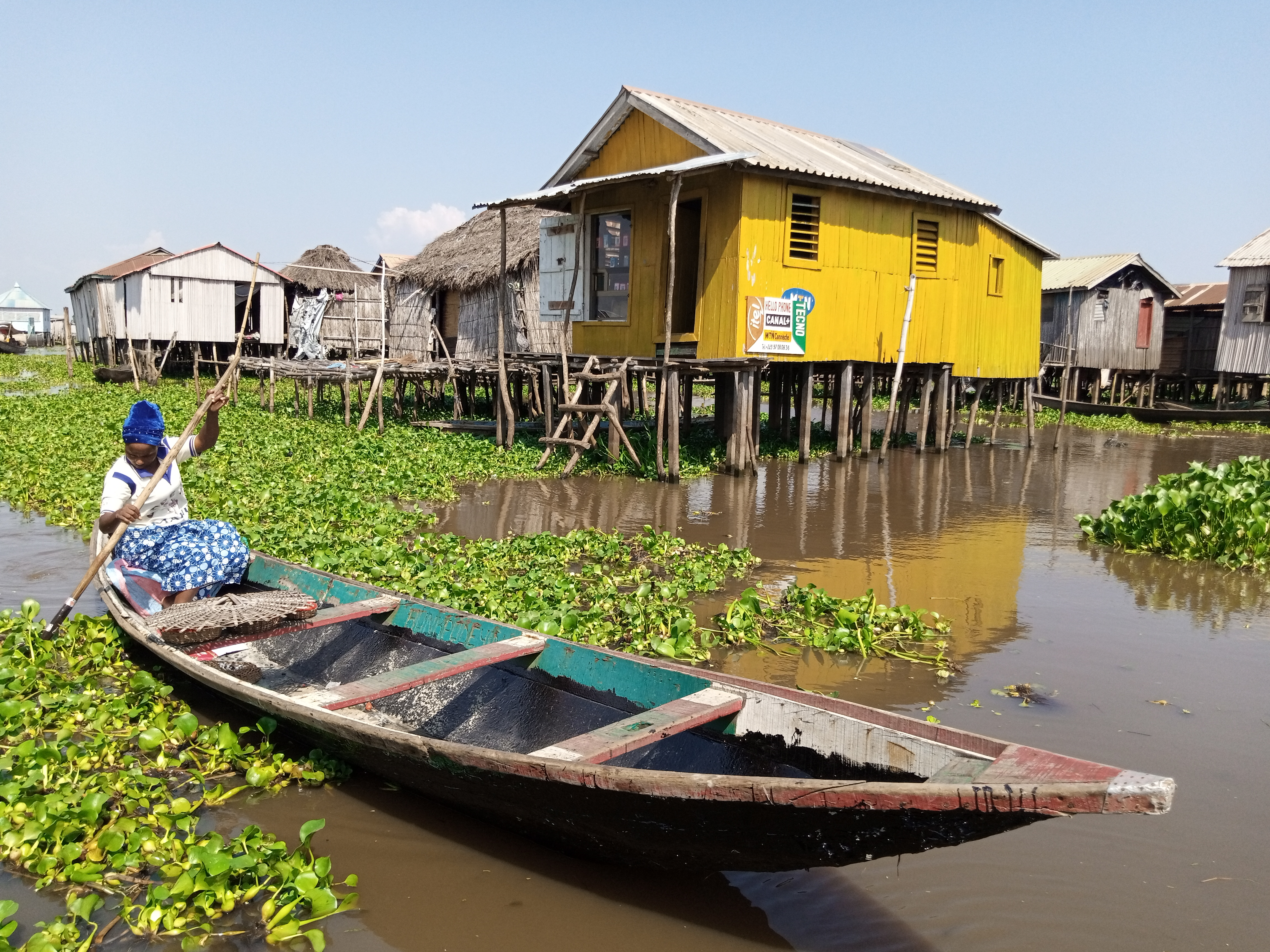